# Antyle Holenderskie na letnich igrzyskach olimpijskich
Reprezentanci Antyli Holenderskich występowali na letnich igrzyskach olimpijskich w latach 1952 – 2008, dwa razy nie startując. Cztery lata po debiucie zawodnicy z Karaibów nie wystartowali, tak samo jak Holandia, która zbojkotowała igrzyska z powodu inwazji ZSRR na Węgry. Drugi raz Antyle Holenderskie nie wystawiły swojej reprezentacji w Moskwie, wtedy również z powodu inwazji Związku Radzieckiego tym razem na Afganistan.
Jeden zawodnik z Antyli Holenderskich zdobył medal. Jan Boersma wywalczył srebro podczas igrzysk olimpijskich w Seulu w żeglarstwie, a dokładniej w windsurfingu.
Organizacją, która koordynowała starty reprezentacji Antyli Holenderskich w igrzyskach olimpijskich, a także upowszechniała idee olimpijskie i promowała sport był Nederlands Antilliaans Olympisch Comité.
10 października 2010 Antyle Holenderskie rozpadły się na 5 osobnych terytoriów. Na 123 sesji MKOl organizacja ta wycofała uznanie dla narodowego komitetu olimpijskiego Antyli Holenderskich. Komitet narodowy wprowadził tymczasową strukturę, która miała za zadanie koordynację występu na londyńskich igrzyskach sportowców z byłych Antyli Holenderskich. Wystąpili wtedy oni pod flagą olimpijską jako sportowcy niezależni.

## Klasyfikacja medalowa
| Miejsce          |   |   |   | Razem |
| ---------------- | - | - | - | ----- |
| 1952 Helsinki    | 0 | 0 | 0 | 0     |
| 1960 Rzym        | 0 | 0 | 0 | 0     |
| 1964 Tokio       | 0 | 0 | 0 | 0     |
| 1968 Meksyk      | 0 | 0 | 0 | 0     |
| 1972 Monachium   | 0 | 0 | 0 | 0     |
| 1976 Montreal    | 0 | 0 | 0 | 0     |
| 1984 Los Angeles | 0 | 0 | 0 | 0     |
| 1988 Seul        | 0 | 1 | 0 | 1     |
| 1992 Barcelona   | 0 | 0 | 0 | 0     |
| 1996 Atlanta     | 0 | 0 | 0 | 0     |
| 2000 Sydney      | 0 | 0 | 0 | 0     |
| 2004 Ateny       | 0 | 0 | 0 | 0     |
| 2008 Pekin       | 0 | 0 | 0 | 0     |

## Medaliści letnich igrzysk olimpijskich z Antyli Holenderskich

### Złote medale
Brak

### Srebrne medale
- Seul 1988
Żeglarstwo – windsurfing, Jan Boersma

### Brązowe medale
Brak